# Relazioni bilaterali tra India e Pakistan
Le relazioni tra India e Pakistan (in hindī भारत-पाकिस्तान सम्बन्ध; in urdu پاک بھارت تعلقات‎?; in inglese Relations between India and Pakistan) sono definite dalla violenta divisione dell'India britannica nel 1947, dal conflitto del Kashmir e dai numerosi conflitti militari tra le due nazioni. Sebbene India e Pakistan condividano forti legami storici, culturali, geografici ed economici, le relazioni bilaterali sono state caratterizzate da grande ostilità e sfiducia.
Dopo lo scioglimento dell'India britannica nel 1947, vennero formate l'Unione dell'India e il Dominion del Pakistan. Questo processo causò lo sfollamento di circa 12,5 milioni di persone e, secondo alcune fonti, persero la vita fino a un milione di persone. L'India emerse come una nazione laica, con una popolazione a maggioranza indù e una numerosa minoranza musulmana, mentre il Pakistan fu istituito come repubblica islamica, con una popolazione a maggioranza musulmana.
Dall'indipendenza in poi, i due Paesi hanno già combattuto tre guerre, di cui una non dichiarata, e sono stati coinvolti in diversi conflitti armati e scontri militari. La disputa sul Kashmir è il fulcro di tutti questi conflitti, fatta eccezione per la guerra indo-pakistana del 1971, che portò alla secessione del Pakistan orientale (oggi Bangladesh).

## Storia

### Era pre-partizione

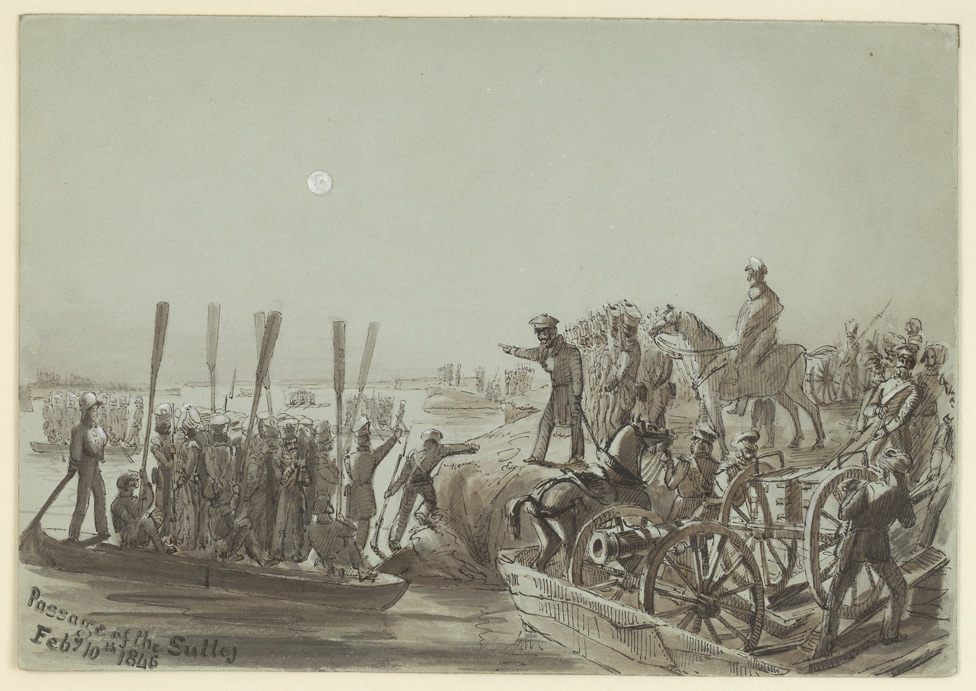
Truppe britanniche attraversano il fiume Sutlej nel 1846 durante la prima guerra anglo-sikh. Nel 1849, il Punjab fu annesso.

La maggior parte delle invasioni pre-britanniche in India (le conquiste musulmane furono le più significative) avvennero da nord-ovest attraverso l'odierno territorio del Pakistan. Questa geografia fece sì che il Pakistan assorbisse maggiori influenze persiane e musulmane rispetto al resto del subcontinente, come si può vedere nell'uso moderno di un alfabeto persiano-arabo modificato per l'urdu (vedi anche: Asia meridionale nord-occidentale).
Negli anni 1840, Sindh, Kashmir e Punjab, che si trovano lungo l'attuale confine tra India e Pakistan, furono annessi all'India britannica. Lo storico britannico John Keay osserva che, mentre il resto dell'India britannica era stato generalmente consolidato attraverso trattati e mezzi più non violenti, gran parte di quello che oggi è il Pakistan dovette essere conquistato fisicamente. All'inizio del XX secolo, emerse il Movimento Pakistano, il quale chiedeva una nazione separata per gli indiani mussulmani ricavata dalle regioni nord-occidentali e nord-orientali.

### Inizio dei conflitti durante l'indipendenza
Nei mesi immediatamente successivi alla spartizione, si verificarono massicci scambi di popolazione tra i due nuovi stati. Non si concepiva che i trasferimenti di popolazione sarebbero stati necessari a causa della spartizione. Ci si aspettava che le minoranze religiose rimanessero negli stati in cui si trovavano a risiedere. Tuttavia, sebbene fosse stata fatta un'eccezione per il Punjab, dove il trasferimento di popolazione fu organizzato a causa della violenza intercomunitaria che colpiva la provincia, ciò non si applicò ad altre province.
La spartizione dell'India britannica divise l'ex provincia britannica del Punjab e del Bengala tra il Dominion dell'India e il Dominion del Pakistan. La parte occidentale della provincia, a maggioranza musulmana, divenne la provincia del Punjab pakistano; la parte orientale, a maggioranza indù e sikh, divenne lo stato indiano del Punjab orientale (in seguito suddiviso nei nuovi stati di Punjab, Haryana e Himachal Pradesh). Molti indù e sikh vivevano a ovest, e molti musulmani a est, e i timori di tutte queste minoranze erano così grandi che la Partizione causò numerosi sfollati e molta violenza intercomunitaria. Alcuni hanno descritto la violenza in Punjab come un genocidio punitivo. Si stima che la migrazione totale attraverso il Punjab durante la Partizione sia stata di 12 milioni di persone; circa 6,5 milioni di musulmani si trasferirono dal Punjab orientale al Punjab occidentale, e 4,7 milioni di indù e sikh si trasferirono dal Punjab occidentale al Punjab orientale.
Secondo il piano britannico per la partizione dell'India britannica, a tutti i 680 stati principeschi fu permesso di decidere a quale dei due paesi unirsi. Con l'eccezione di alcuni, la maggior parte degli stati principeschi a maggioranza musulmana aderì al Pakistan, mentre la maggior parte degli stati principeschi a maggioranza indù si unì all'India. Tuttavia, le decisioni di alcuni stati principeschi avrebbero plasmato notevolmente le relazioni tra Pakistan e India negli anni a venire.